# Amaretti

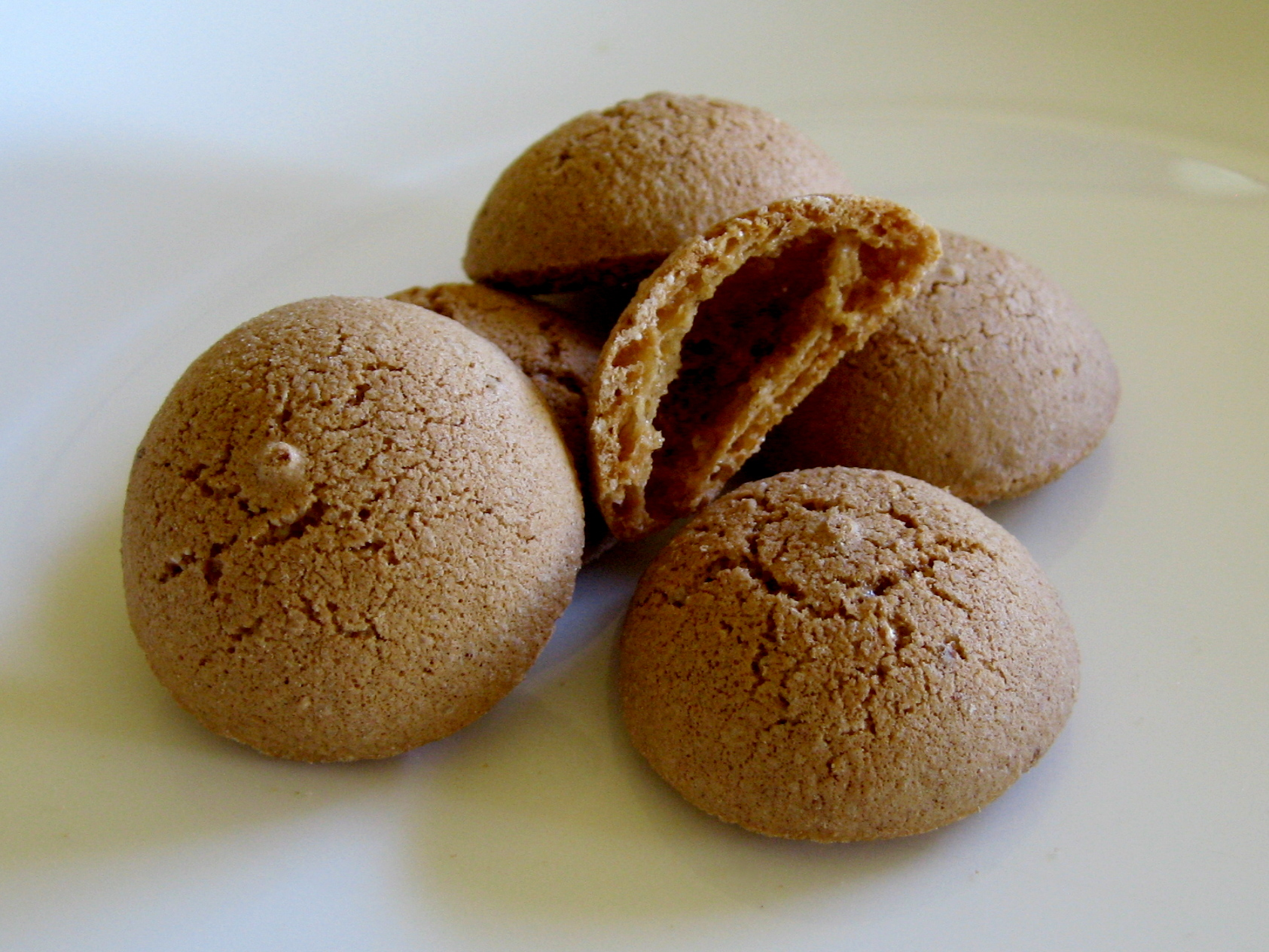
Amaretti.

Los amaretti (singular amaretto, de amaro, ‘amargo’ en italiano) son galletas presentes en todas las regiones de Italia hechas a base de pasta de almendra, elaborada con azúcar, clara de huevo, almendras dulces y amargas y carozos de albaricoque. También pueden incorporar especias, miel, leche, levadura y, especialmente en las variedades industriales, conservantes.
Aparte de la producción en Italia, especialmente en Lombardía, tiene gran tradición la francesa, sobre todo en Lorena y en los Pirineos Atlánticos, también son conocidos en Argentina a donde fueron llevados directamente por la gran inmigración italiana.[cita requerida]

## Origen
Fueron probablemente inventados por los árabes y desde la cuenca del Mediterráneo, y especialmente desde Sicilia, pasó sucesivamente a las tradiciones culinarias de normandos, españoles y franceses. Los peregrinos y conventos aceleraron su difusión, gracias al hecho de que el dulce es poco perecedero.

## Principales variedades

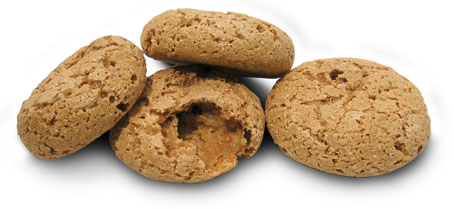
Amaretto di Saronno o amaretto secco.

Este dulce cuenta con dos versiones diferentes principales: el amaretto di Saronno (crujiente y quebradizo) y los amaretti de Sassello y de Mombaruzzo, dulces y más parecidos al mazapán.
El amaretto di Saronno se usa mucho en algunos postres tradicionales, como el pesche ripiene alla piemontese, el bonet y algunos tipos de tiramisú.

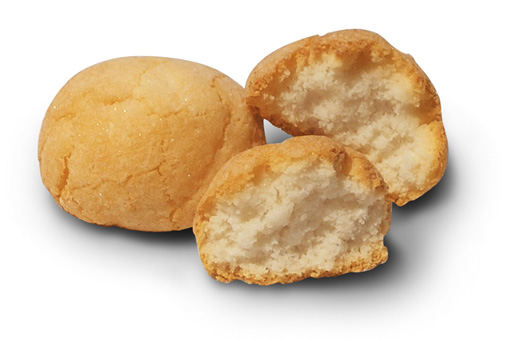
Amaretto di Sassello o amaretto morbido.

Ambas variedades tienen forma redondeada, como un pequeño casquete, y su superficie está agrietada. El amaretto crujiente tiene una estructura interna alveolar.

## Difusión y variantes
Los amaretti están presentes en prácticamente todas las regiones de Italia, típicamente la tradicional versión blanda. Se parece muchísimo a otros dulces a base de pasta de almendra, como el mazapán o la frutta martorana. Entre las regiones más importantes pueden citarse Liguria, la zona de Sassello y el bajo Piemonte (donde aparecen ambas versiones). En particular, en el Piemonte han dado origen a algunas variantes a base de avellana (nocciolini di Chivasso, brut e bun). Los amaretti di Modena en Emilia-Romagna, elaborados con almendras dulces y amargas, son crujientes por fuera y blandos por dentro. Uno de los productos típicos de Lombardia son los noccioline di Canzo, galletas parecidas a los amaretti a base de avellana y otros aromas, de tamaño más pequeño. Otro producto interesante es el amaretto di Gallarate, a base de almendra dulce y armelline (huesos de albaricoque). Famoso en todo el mundo es el amaretto di Saronno, producido en la hacienda Lazzaroni.
En el Lacio están los amaretti di Fiuggi y la paste reali di Atina, y en la Toscana los amaretti y ricciarelli. En Sardegna se encuentran amarettos y sospiros, reflejando su cocina el dominio del Piemonte. En Sicilia (pasti di mennula) la almendra acompaña a muchísimos dulces y licores.
Los amaretti aparecen como ingrediente en muchas recetas, normalmente dulces. Sin embargo, a veces se mezclan con sal:
- En Lombardia, por ejemplo, se usan a menudo para rellenos especiales, como tortelli di zucca, o molidos como sustitutos del queso rallado en algunas cremas de verdura.
- En el Piamonte son uno de los ingredientes dulces del fritto misto alla piemontese, junto con manzanas y pasteles dulces de sémola.

- Datos: Q3748739
- Multimedia: Amaretti / Q3748739